# Крістофер та йому подібні (фільм)
«Крістофер та йому подібні» (англ. Christopher and His Kind) — телевізійний фільм BBC 2011 року, який розповідає історію пригод Крістофера Ішервуда у Берліні на початку 1930-х років. Фільм, адаптований Кевіном Еліотом за автобіографією Ішервуда «Крістофер та йому подібні», був продюсований Mammoth Screen, режисером виступив Джеффрі Сакс. Роль Ішервуда виконав Метт Сміт. До акторського складу увійшли Дуглас Бут, Імоджен Путс, Піп Картер, Тобі Джонс та Александр Дреймон.

## У ролях
- Метт Сміт — Крістофер Ішервуд
- Дуглас Бут — Хайнц Неддермаєр
- Імоджен Путс — Джин Росс
- Піп Картер — В.Г. Оден
- Тобі Джонс — Джеральд Гамільтон
- Александр Дреймон — Каспар
- Том Влашиха — Герхардт Неддермаєр
- Іссі Ван Рандвік — фройляйн Турау
- Гертруда Тома — Лілі Неддермаєр
- Ліндсі Дункан — Кетлін Ішервуд
- Перрі Міллвард — Річард Ішервуд
- Іддо Голдберг — Вілфрід Ландауер
- Вілл Кемп — Боббі Гілберт
- Стюарт Грем — паспортний офіцер